# Nhà vườn Huế

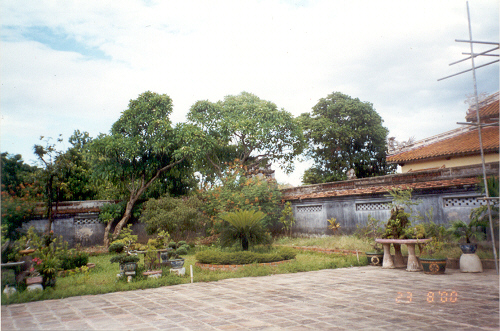
Nhà vườn Huế.

Nhà vườn Huế là một loại vườn cảnh kết hợp giữa kiến trúc nhà ở với vườn cây bao quanh ở thành phố Huế, Việt Nam. Thuật ngữ này chỉ sử dụng cho những khu vườn cổ thường là các phủ đệ của quan lại phong kiến, nhà ở của các thương gia giàu có phần lớn tập trung ở khu vực Kim Long dọc theo sông Hương. Nhà ở đây được xây theo phong cách truyền thống Việt Nam (thường là nhà rường Huế) và nằm gọn trong những khu vườn được bố trí hài hòa.

## Tiêu chí
Một khu nhà ở Huế chỉ được gọi là nhà vườn khi đáp ứng được ít nhất một số tiêu chí cụ thể như: diện tích đất vườn, mật độ cây xanh trong khuôn viên, sự đa dạng phong phú của các chủng loại cây, tính phù hợp của hình thức kiến trúc với không gian cây xanh xung quanh và yếu tố lịch sử...
Hiện tại nhà vườn ở Huế đã được rất nhiều người biết đến và là những điểm tham quan du lịch đặc sắc của thành phố Huế.

## Một số vườn tiêu biểu
Có một số vườn có thể coi như là tiêu biểu cho nhà vườn Huế như: vườn An Hiên, vườn Lạc Tịnh, từ đường Ngọc Sơn Công chúa...